# Wei Fenghe
Wei Fenghe (nascido em fevereiro de 1954) é um general (shang jiang) do Exército Popular de Libertação que serviu como comandante da Força de Foguetes PLA, anteriormente conhecida como Segundo Corpo de Artilharia. Ele foi Ministro da Defesa Nacional, o primeiro a não ter vindo das Forças Terrestres do PLA e o primeiro Conselheiro de Estado no Gabinete Li Keqiang II de março de 2018 a março de 2023, e também o primeiro membro ordinário da Comissão Militar Central presidida por Xi Jinping.

## Biografia
Em 19 de março de 2018, foi nomeado Ministro da Defesa Nacional e Conselheiro de Estado. 